# Hail to the Chief
«Hail to the Chief» (с англ. — «Слава командующему», иначе — «Салют командиру») — официальный личный гимн президента США. Традиционно исполняется во время прибытия президента на различные торжественные мероприятия, публичные выступления и митинги, а также во время похорон президента.

## История
Был написан в 1812 году.
Автором композиции считается английский композитор, дирижёр оркестра Суррейского театра Джеймс Сандерсон, адаптировавший под неё шотландскую мелодию.
Первым президентом, чьё появление на публике было предварено исполнением этого гимна, был Джон Тайлер.

## Текст
У президентского гимна есть также слова. Они не так известны, поскольку он обычно исполняется без них, одним оркестром.
Текст гимна президента США:
"Hail to the Chief we have chosen for the nation,
Hail to the Chief! We salute him, one and all.
Hail to the Chief, as we pledge cooperation,
In proud fulfillment of a great, noble call.
Yours is the aim to make this grand country grander,
This you will do, that is our strong, firm belief.
Hail to the one we selected as commander,
Hail to the President! Hail to the Chief!
Hail to the Chief we have chosen for the nation,
Hail to the Chief! We salute him, one and all.
Hail to the Chief, as we pledge cooperation,
In proud fulfillment of a great, noble call."